# Carabodes phylliformis
Carabodes phylliformis är en kvalsterart som beskrevs av Robert Gatlin Reeves 1993. Carabodes phylliformis ingår i släktet Carabodes och familjen Carabodidae. Inga underarter finns listade.